# Sanguinolitidae
Sanguinolitidae zijn een uitgestorven familie van tweekleppigen uit de superorde Imparidentia.